# Kalle Bergholm
Karl-Evert „Kalle“ Bergholm (* 10. Dezember 1922 in Bromma, Schweden; † 3. November 1985 in Stockholm) war ein schwedischer Kameramann, der vor allem für seine fotografische Arbeit an zahlreichen Astrid-Lindgren-Verfilmungen der 1960er und 1970er Jahre bekannt wurde.

## Leben
Kalle Bergholm hatte nach dem Besuch der Volksschule eine zweijährige Ausbildung an einer Fotoschule erhalten. Anschließend diente er als Praktikant und Assistent den bekannten schwedischen Kameraleuten Åke Dahlqvist, Martin Bodin, Arne Sucksdorff und Gunnar Fischer. 1942 begann er seine praktische Tätigkeit als Standfotograf bei Gustaf Molanders Inszenierung „Rid i natt“. Bis 1953 diente Bergholm als Standfotograf und zweiter Kameramann, zwischendurch, 1949, debütierte er bei einem Kurzfilm als Chefkameramann.
Bergholms Bedeutung für das schwedische Kino beruht nahezu ausschließlich auf drei weltweit populäre Kinderreihen, die nach Buchvorlagen Astrid Lindgrens entstanden: „Ferien auf der Kräheninsel“ (ursprünglich für das Fernsehen entstanden), „Pippi Langstrumpf“ und die Filme um den weizenblonden Michel (im Original: Emil) aus Lönneberga. All diese Filme wurden vom erfahrenen Kinderfilmspezialisten („Kalle Blomquist“, „Die Kinder von Bullerbü“) Olle Hellbom inszeniert. Kalle Bergholm hat auch für das Fernsehen gearbeitet.

## Filmografie
- 1949: Var finns hånderna ? (Kurzfilm)
- 1951: Fransson vaknar (Kurzfilm)
- 1951: Rekruten rechts ‘raus (91:an Karlssons bravader)
- 1952: Då och nu (Kurzfilm)
- 1953: Der Preis des Ruhms (Skuggan)
- 1953: Vingslag i natten
- 1954: Junger Sommer (Ung sommar)
- 1955: Danssalongen
- 1955: Den glade skomakaren
- 1963: Ferien auf der Kräheninsel (Vi på Saltkråkan)
- 1964: Die Jungfrau in der Hängematte (Blåckjackor)
- 1964: Ferien auf Saltkrokan 2. Der verwunschene Prinz (Tjorven, Båtsman och Moses)
- 1965: Ferien auf Saltkrokan 3. Das Trollkind (Tjorven och Skrållan)
- 1966: Ferien auf Saltkrokan 4. Die Seeräuber (Tjorven och Mysak)
- 1967: Ferien auf Saltkrokan 5. Glückliche Heimkehr (Skrållan, Rusprick och Knorrhane)
- 1967: Modiga mindre man
- 1968: Pippi Langstrumpf (Pippi Långstrump)
- 1969: Pippi geht von Bord (Pippi Långstrump på de sju haven)
- 1970: Pippi in Taka-Tuka-Land (På rymnen med Pippi Långstrump)
- 1970: Pippi außer Rand und Band (Här kommer Pippi Långstrump)
- 1971: Immer dieser Michel 1. – Michel in der Suppenschüssel (Emil i Lönneberga)
- 1972: Immer dieser Michel 2. – Michel muß mehr Männchen machen (Nya nyss av Emil Lönneberga)
- 1973: Immer dieser Michel 3. – Michel bringt die Welt in Ordnung (Emil och griseknoen)
- 1974: Rännstensungar
- 1976: 91: an och generalernas fnatt
- 1978: Dante – akta’re för Hajen !